# Ves Harper
Ves Harper, egentlig William Vesta Harper II, (4. august 1930 i Brasilien – 30. marts 2004 i København) var en dansk scenograf.
Harper blev uddannet i kunsthistorie og humaniora fra University of Tennessee og fungerede en årrække som underviser ved University of Atlanta. I 1961 kom han til Sarah Lawrence School i New York City og begyndte på samme tid et samarbejde med Alvin Ailey ved Clark Center. Han kom til Danmark i 1965 og blev tilknyttet Danmarks Radio, hvor han sammen med produceren Thomas Grimm var ansvarlig for balletudsendelserne, som i de år nød megen anerkendelse – også internationalt. I 1978 lavede Harper en afstikker til teaterverdenen, da han var med til at grundlægge intimscenen Teatret ved Sorte Hest. Desuden stod han for scenografi på Café Teatret. Harper gik på pension fra DR i 1992.